# Accacidia coronata
Accacidia coronata är en insektsart som beskrevs av Dlabola 1979. Accacidia coronata ingår i släktet Accacidia och familjen dvärgstritar. Inga underarter finns listade i Catalogue of Life.